# GLTP
GLTP‏ (Glycolipid transfer protein) هوَ بروتين يُشَفر بواسطة جين GLTP في الإنسان.